# コロネーション (グラスゴー市電)
コロネーション（英語: Coronation）は、かつてイギリスの都市・グラスゴーに存在した路面電車（グラスゴー市電）で使用された2階建て電車の愛称。流線形の車体デザインを始めとした画期的な構造を多数取り入れた車両で、同期時に実施されたイギリス国王のジョージ6世の戴冠が愛称の由来で、最初の試作車が営業運転を開始した1937年当時は「サルーンカー（Saloon Car）」と呼ばれていた。

## 概要
老朽化が進んだ旧型電車の置き換えに加え、1938年に開催された帝国博覧会へ向けた輸送力増強や都市の先進性・近代性のアピールを目的に、1936年に製造が決定した2階建て電車。製造当時世界的な流行だった流線形のデザインを車体に取り入れた一方、前後の正面の幅を車体と比べて狭める事で、グラスゴー市内に存在する急曲線の走行を可能とした。運転室はグラスゴー市電の車両で初めて、扉で客室と仕切られる構造が採用されたが、1952年に起きた事故の影響でこの扉は撤去された。また、前照灯にも改良が加えられた他、格納式バックミラーや電動ワイパーも搭載された。車体の塗装はグラスゴー市内の路線バスを基にしており、クリーム色を地色に1階下部にオレンジ色、2階下部に黄緑色（バスグリーン）が塗られていた。
車内は間接照明や一体型の鏡が設けられ、従来の車両と比べて照明の明るさが増した他、換気扇を用いた強制換気システムや冬季に用いられる暖房も設置された。座席は革張りで、ゴム製のショックアブソーバーが用いられた新規設計の台車により乗り心地の向上が図られた。運転台についても新規設計の密閉式のものが用いられた。ただし、第二次世界大戦中に製造された車両については、車内照明に関するアール・デコ調の装飾の撤去を始めとした設計の簡素化が行われた他、戦後も運転席の開閉窓の固定窓への交換、抵抗装置の発熱に対応した換気システムの変更などの改造が施された。また、1946年から1947年にかけて座席配置が変更され、1階部分の着席定員が1人分減少した。

## 車種
- 試作車（1141） - 「コロネーション」のうち、最初に製造された車両。1936年に製造され、翌1937年1月1日から営業運転を開始した。台車は製造当時の最新鋭台車であったEMB軽量台車が用いられ、量産車にも採用された。同じく試作車であった1142やその後に製造された量産車と比較して角ばった車体を有していたが、1948年4月に起きた車庫の火災で損傷を受け、復旧時に量産車と同型車体への載せ替えが実施された[12][7][13]。
- 試作車（1142） - 1937年に製造された車両。1141と比べて窓の数が増加した他、台車は1141との比較のためマレー・アンド・トーントン（英語版）（Maley and Taunton）製のものが用いられた。塗装は製造当初ジョージ6世の戴冠を記念した、灰色（シルバーグレー）を地色に赤色や青色が用いられる特別なものとなっていた[15][8][16]。
- 量産車（1143 - 1292）  - 試作車の実績を受けて生産が行われた車両。1937年から1938年にかけて3次に渡り合計150両が発注され、1937年6月から1941年7月まで製造が実施された。基本的な構造は1141を基にしていたが、天井パネルを始めとした一部の設計は1142のものが採用された[13][16]。
- 量産車（1393 - 1398）  - 1948年に起きた車庫の火災を受け、リヴァプール市電から購入した台車（EMB軽量台車）や電気機器を購入し[注釈 1]、新造した車体と組み合わせる形で1954年に製造された車両。車両番号は先に導入された「キュナーダー」の続番となった一方、車体設計は改良型の「キュナーダー」ではなく「コロネーション」を一部変更する形となった[17]。

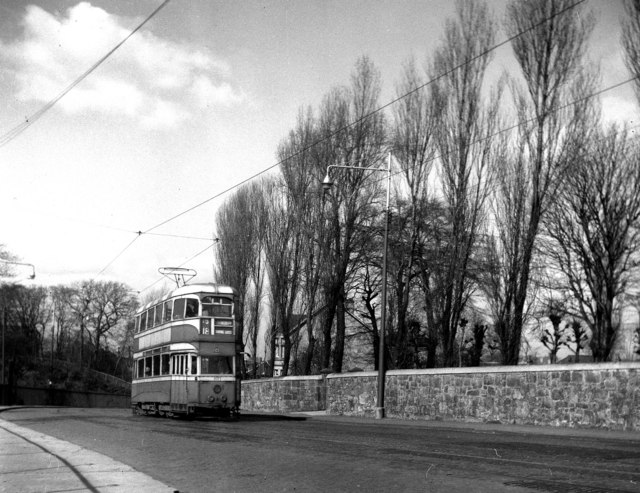
1171（1960年撮影）
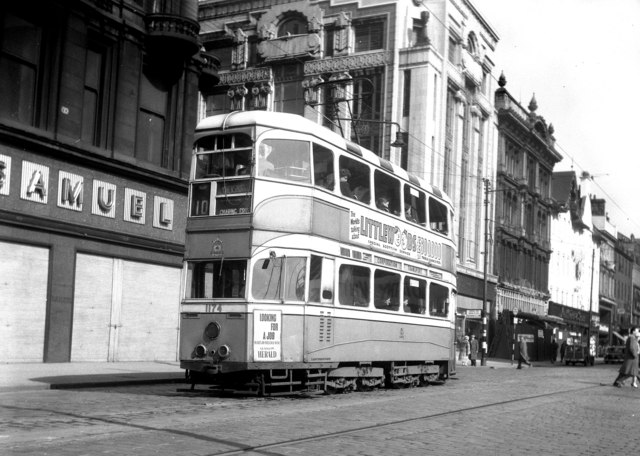
1174（1960年撮影）

## 保存
1962年9月のグラスゴー市電の廃止まで営業運転に用いられた「コロネーション」は、2022年時点でも以下の車両がイギリス国内外で保存されている。同年時点で全車とも静態保存が行われているが、1245については動態保存へ向けた大規模な修繕工事が進行している。
- 1173  - リバーサイド博物館（英語版）（イギリス：グラスゴー）
- 1245 - サマーリー・スコットランド産業博物館（イギリス：コートブリッジ（英語版））
- 1274 - シーショア―路面電車博物館（英語版）（アメリカ合衆国：ケネバンクポート（英語版））
- 1282 - 国立路面電車博物館（英語版）（イギリス：クライチ（英語版））

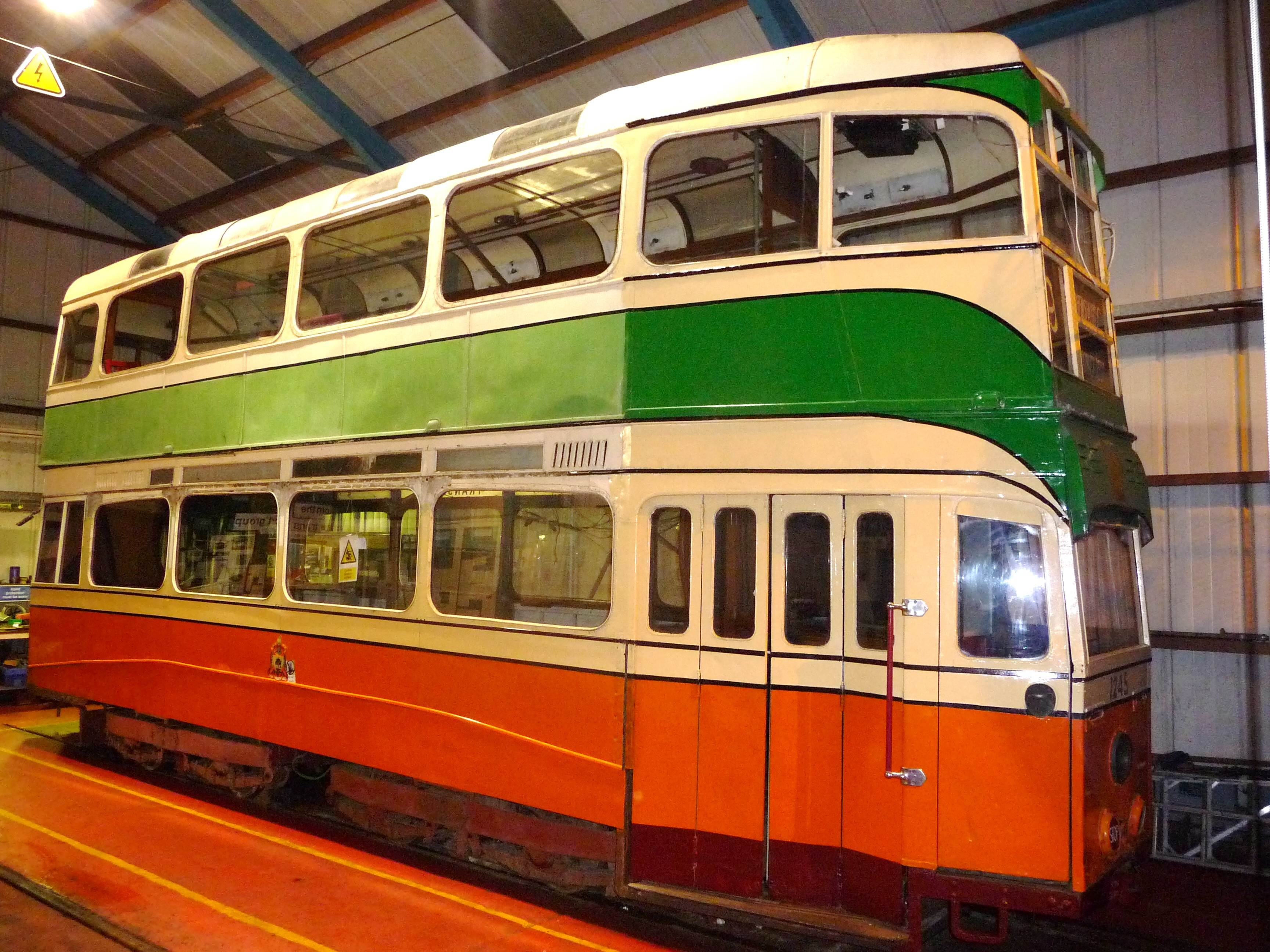
1245（2011年撮影）
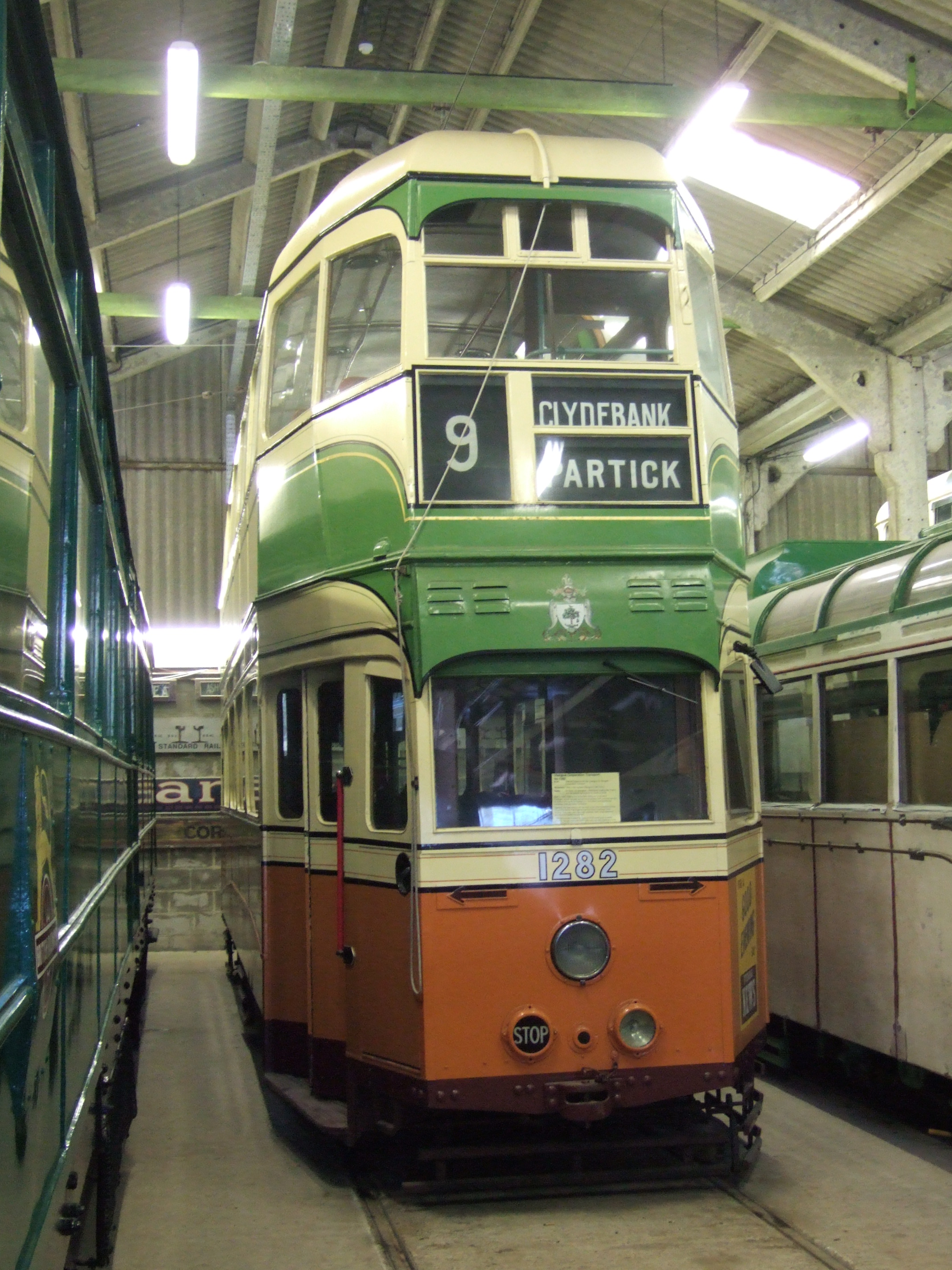
1282（2012年撮影）